# Shelfordina terminalis
Shelfordina terminalis är en kackerlacksart som först beskrevs av Brunner von Wattenwyl 1898.  Shelfordina terminalis ingår i släktet Shelfordina och familjen småkackerlackor. Inga underarter finns listade i Catalogue of Life.